# Autoimmolazione

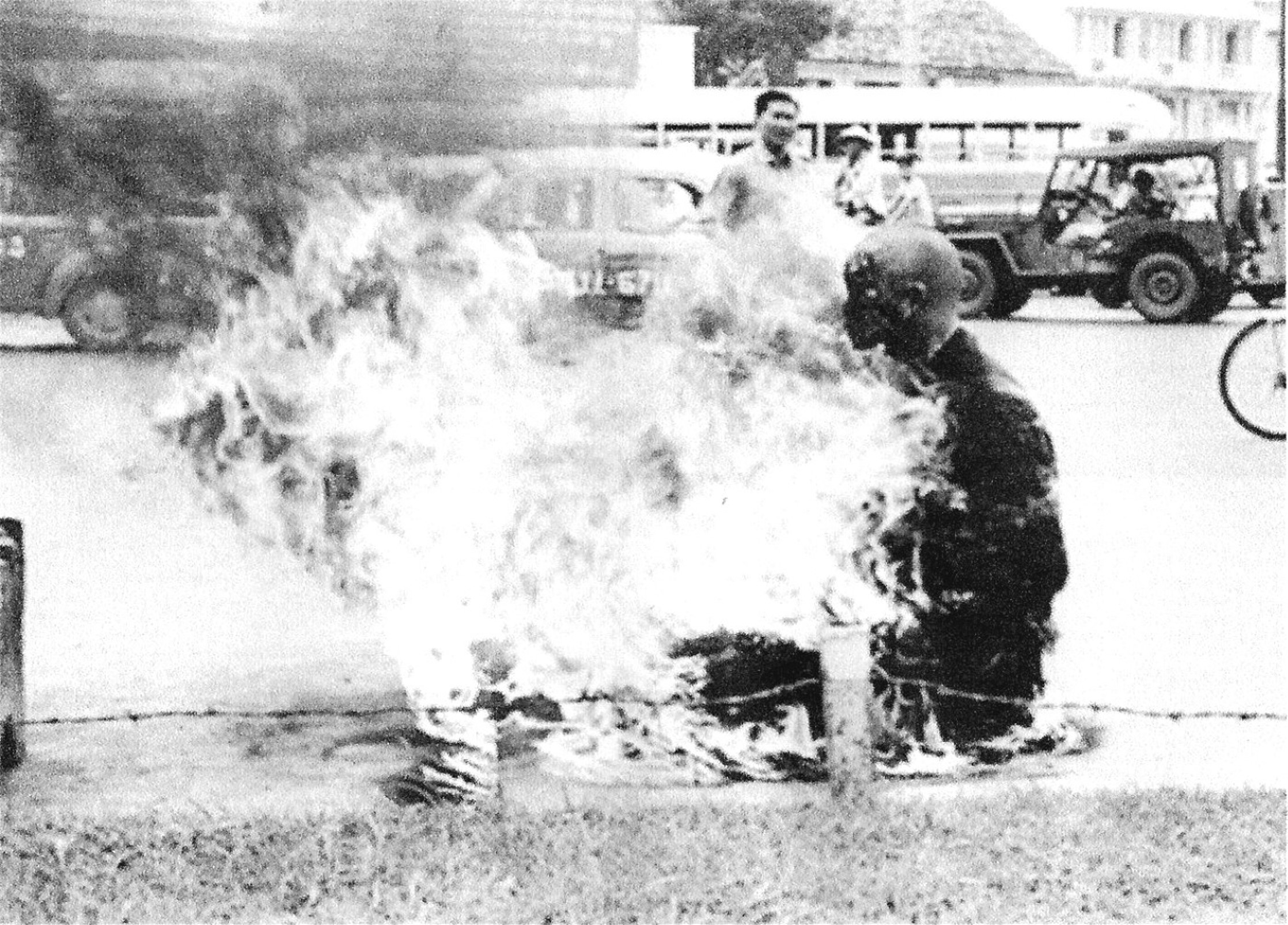
Autoimmolazione di un monaco buddista

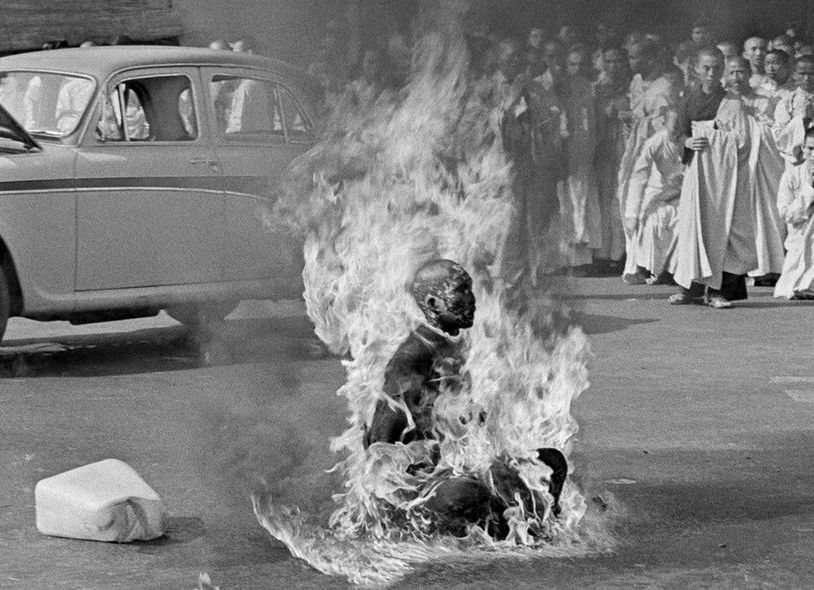
Autoimmolazione di Thích Quảng Đức

L'autoimmolazione (o auto-immolazione) è l'atto di darsi fuoco, che viene compiuto principalmente per ragioni personali, politiche o religiose, spesso come forma estrema di protesta. Per la sua natura intrinsecamente brutale, è considerato uno dei metodi di protesta più estremi.

## Storia
Ci sono diversi esempi e casi ben noti dall'antichità ai tempi moderni. Kalanos, scritto anche Calano (in greco antico: Καλανὸς) (398 – 323 a.C.), era un antico gimnosofista indiano e filosofo di Taxila che accompagnò Alessandro Magno a Perside e successivamente, dopo essersi ammalato si autoimmolò entrando in una pira funeraria, davanti ad Alessandro e al suo esercito.

## Personaggi storici
- Jan Palach
- Alfredo Ormando
- Mohamed Bouazizi